# 宇山贤
宇山贤（日语：／ Uyama Satoru，1991年12月10日—），日本男子击剑运动员。他曾获得2020年夏季奥林匹克运动会击剑男子团体重剑比赛金牌，这是日本在奥运击剑项目上的首枚金牌。